# 荧惑守心
荧惑守心是一種天文現象。是指火星在心宿内发生“留”的现象。是古代中国被认为大凶的天象。
上一次荧惑守心发生于2016年，下一次荧惑守心将发生于2048年。

## 星占意义
中国古代星占家认为火星在位置及亮度上都常变不定，谓之“荧惑”，象征残、疾、丧、饥、兵等恶象。而心宿内的心宿一、心宿二和心宿三因与紫微垣中的北极五星构造相似，被认为分别对应太子、帝和庶子。因此荧惑在心宿中由运行方向的变易常常被认为是「大人易政，主去其宮」的征兆。 例如：西漢成帝綏和二年（前7年），天官报告熒惑守心，宰相翟方進被漢成帝賜毒酒自殺。翟方進死後幾天，漢成帝突然暴斃，後來王莽居攝，翟方進之子翟義起兵反王莽。

## 天文学规律
火星绕日的公转轨道在地球之外，公转周期687天，会合周期780天。会合周期从火星与太阳同方向的“合日”开始，顺行（在星空背景中由西向东运行）354天，转而逆行（由东向西）72天，繼而再顺行354天，回到“合日”，完成一个780天的会合周期（由于火星、地球轨道运动受各方面影响，以上数字都是平均而言，例如会合周期可短至764天，长达806天）。其中逆行阶段约行15°（10°- 20°），逆行的中点即是火星与太阳相背点（黄经相差180°，称为“冲”或“冲日”。由顺行转向逆行或逆行转为顺行的时刻称为“留”。在留的前后时期, 火星视运动很慢, 往往在2°的范围内徘徊近一个月(火星在顺行的大多数时候3天即行2°），在中国古代天文学中称为“守”（“守某宿”或“守某星”）。
在一个长达两年半的会合周期里, 火星大部分时间顺行，“留-逆行-留”集中在两个多月的一个“逆行季”。一个逆行季中, 火星在10°- 20°的范围内, 先“顺行留”, 然后逆行, 再“逆行留”而转向东顺行。下一个逆行季, 火星“留”和逆行的天区会向东移动一段, 大约每隔15年, 再次回到同一天区。
由于心宿比较小（只有5°-6°范围） , 每隔15年一次的在心宿附近天区发生的逆行季（包括两次留） , 并不能一定造成“荧惑守心”。据统计，自公元前520年到公元1900年，共2420年间发生确切的“荧惑守心”（留点入心宿）天象30次。考虑到古代观测条件，允许有3°的误差，近似的“荧惑守心”（留点入房3°到尾3°）尚有29次。也就是说, 准确的“荧惑守心”平均80年发生一次, 近似的“荧惑守心”40年一次。
按“荧惑守心”时火星留点是顺行留或逆行留，“荧惑守心”可以分为“荧惑顺行守心”和“荧惑逆行守心”，前者发生在3月19日-4月21日之间,总是在子夜到日出之间看；后者发生在6月10日-7月13日之间，总是在日落至子夜之间看到。这是由于公历日期、太阳黄经、火星“顺行留”“逆行留”与太阳的黄经差、心宿的黄经等因素之间有基本固定的关系。2000多年以来, 在心宿附近的火星逆行季前后，全都保持“反Z字型”目视轨迹，在黄纬1°- 2°左右顺行留, 在黄纬-3°- -4°左右逆行留。这是由于火星公转轨道面的倾角在2000年里变化不大造成的。

## 文献记录
真实发生的荧惑守心可能被漏记，文献记录的荧惑守心也不一定真实发生。记录了但并不是真实发生的荧惑守心可能有以下原因：时间记错、守犯不分、误将木星当成火星、以它星代心宿、错字衍文等，还有人认为四次未曾发生的荧惑守心是古代同一古新星的周期性爆发事件的记录，研究认为似乎没有人为主观伪造天象的动机。
（摘引自刘次沅、吴立旻著《古代“荧惑守心”记录再探》）
| 序号 | 古文献年代                 | 公元年 | 来源                     | 验证结果                                   |
| 1    | 宋景公三十七年             | 前480  | 《史记》等               | 误。荧惑犯心。                             |
| 2    | 秦始皇三十六年             | 前211  | 《史记》本纪             | 误。次年荧惑守心。                         |
| 3    | 西汉高祖十二年春           | 前195  | 《汉书·天文志》          | 误。荧惑守氐。                             |
| 4    | 西汉绥和二年春             | 前7    | 《汉书·天文志》          | 误。荧惑守太微, 犯东上相。                 |
| 5    | 东汉永初元年五月戊寅       | 107    | 《续汉书·天文志》        | 准确。                                     |
| 6    | 东汉中平三年四年           | 186    | 《续汉书·天文志》        | 准确。                                     |
| 7    | 魏黄初年间                 | 约225  | 《三国志》列传           | 误。荧惑入太微犯右执法。                   |
| 8    | 西晋太康八年三月           | 287    | 《宋书》、《晋书》天文志 | 误。                                       |
| 9    | 西晋元康九年六月           | 299    | 《宋书》、《晋书》天文志 | 误。岁星守心。                             |
| 10   | 西晋光熙元年九月丁未       | 306    | 《宋书》、《晋书》天文志 | 误。荧惑在心。                             |
| 11   | 西晋永嘉五年十月           | 311    | 《宋书》、《晋书》天文志 | 误。次年荧惑犯心。                         |
| 12   | 成汉太和初年               | 约344  | 《晋书》列传             | 基本准确。                                 |
| 13   | 后赵石虎末年               | 约349  | 《图书集成》             | 误。荧惑犯诸星。                           |
| 14   | 后秦弘始末年               | 约415  | 《晋书》列传             | 误。“守心”乃“ 守之”笔误。                  |
| 15   | 梁太清三年正月壬午三月丙子 | 549    | 《隋书·天文志》          | 误。当年五月荧惑守心, 人为误植正月、三月。 |
| 16   | 梁太宗承圣年间             | 约554  | 《南史》本纪             | 误。荧惑在心。                             |
| 17   | 唐贞观十七年三月丁巳       | 643    | 《新唐书·天文志》        | 准确。                                     |
| 18   | 唐天宝十三载五月           | 754    | 《新唐书·天文志》        | 准确。                                     |
| 19   | 唐太和七年五月甲辰         | 833    | 《新唐书·天文志》        | 准确。                                     |
| 20   | 唐咸通十年春               | 869    | 《新唐书·天文志》        | 误。                                       |
| 21   | 宋景德三年三月丁未         | 1006   | 《宋史·天文志》          | 准确。                                     |
| 22   | 宋庆元二年五月甲辰         | 1196   | 《宋史·天文志》          | 准确。                                     |
| 23   | 明洪武初年                 | 1369   | 《明史》列传             | 准确。                                     |
| 24   | 明洪武三十一年十月         | 1398   | 《明史·天文志》          | 误。人为推前两年。                         |
| 25   | 明崇祯十一年五月           | 1642   | 《明史》列传             | 准确。天文志误为十五年。                   |